# Grabina (Nowosolna)
Grabina ist ein Dorf in Polen in der Woiwodschaft Łódź. Der Ort gehört zur Gmina Nowosolna.

## Ortsname
Der Ortsname „Grabina“ bedeutet „Weißbuchenwald“.

## Geschichte
Um 1795 – die Gegend war zwei Jahre zuvor mit der zweiten polnischen Teilung als Teil Südpreußens zu Preußen gelangt – entstand der von deutschen Siedlern gegründete Ort Grabina. Zwar sind in der Literatur deutlich spätere Gründungsdaten angegeben (1802 bzw. 1825), doch bereits im Jahr 1795 weist das katholische Kirchenbuch von Stare Skoszewy die ersten beiden Einträge aus Grabina auf (eine evangelische Kirche gab es in der Region noch nicht, so dass die kirchlichen Handlungen in der nächstgelegenen katholischen Kirche registriert wurden). Der Großteil der Siedler scheint jedoch erst im Herbst 1799 eingetroffen zu sein, da zu dieser Zeit die Zahl der kirchlichen Handlungen aus Grabina sprunghaft ansteigt. Die Bevölkerung des Ortes stammte der Herkunft nach aus Pommern.
Im Jahr 1807 wurde die Region ein Teil des neu gegründeten Herzogtums Warschau, und ab 1815 gehörte sie zu Kongresspolen.
Im Jahr 1825 gab es in Grabina 16 Siedlerstellen mit 130 Einwohnern (incl. Gesinde), zehn Jahre später waren es 17 Feuerstellen, von denen aber nur 15 mit Kolonisten besetzt waren. Zu diesen 15 Siedlern kamen noch 57 Angehörige hinzu. Je nachdem, ob die beiden freien Stellen tatsächlich frei oder mit polnischen Bauern besetzt waren, ergibt sich daraus eine geschätzte Gesamtbevölkerung von 94 bis 106 Personen, wobei das Gesinde etwa 30 % der dörflichen Bevölkerung ausmachte. Zu dieser Zeit gehörte der Ort, gemeinsam mit Załęże, Skoszewy, Głogowiec, Boginia, Skoszewka und Głąbie, in denen ebenfalls deutsche Siedler lebten, zur Grundherrschaft Warszewice.
Im Jahr 1838 wurde Grabina in das neugegründete evangelische Kirchspiel Nowosolna eingepfarrt (zuvor war der Ort entweder in Brzeziny oder Zgierz eingepfarrt).
Ab 1859 bis 1954 gehörte Grabina zur Gmina (Gemeinde) Dobra.
Im Jahr 1865 gab es in Grabina eine Schule, über den Zeitraum ihres Bestehens ist nichts weiter bekannt.
Im Ersten Weltkrieg lag der Ort mitten im Kampfgebiet der Schlacht um Łódź. Ob Menschen umkamen oder Häuser beschädigt wurden, ist nicht bekannt.
1935 lebten in Grabina noch etwa 80 Deutsche.

## Verweise